# Биологический музей (Стокгольм)
Биологический музей (швед. Biologiska museet) — естественнонаучный музей на острове Юргорден в Стокгольме (Швеция). Открыт в 1893 году. В музее представлены диорамы с млекопитающими и птицами Скандинавии в их естественной среде обитания.

## История

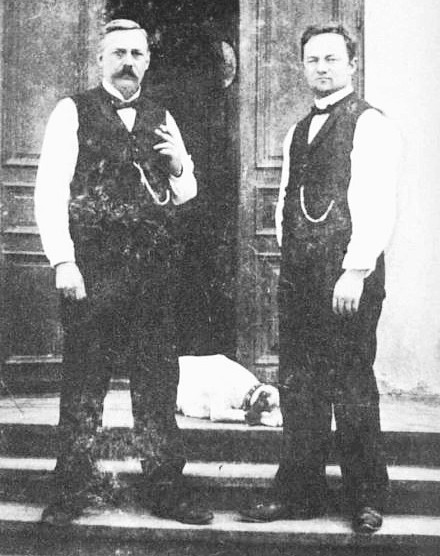
Основатель музея Густав Кольтхофф с сыном Кьеллом (1910—1920 годы).

Музей был основан Густавом Кольтхоффом (1845—1913), реставратором кафедры зоологии Уппсальского университета. Ему помогал его друг и товарищ по охоте, художник Бруно Лильефорс (1860—1939). Биологический музей Стокгольма — один из четырёх музеев в странах Северной Европы, спроектированных Густавом Кольтхоффом. Среди других музеев — Биологический музей в Турку (1907), биологический музей в Уппсале, Биотопия, (1910) и Биологический музей в Сёдертелье (1913). Объединяет все четыре музея то, что в них представлены диорамы, изображающие различные природные ландшафты и множество чучел животных.
Уже в 1910 году Кольтхоффу пришлось защищать музей, когда раздались многочисленные голоса о том, что музей устарел и его следует либо снести, либо перенести на другое место. В 1970 году музей перешёл в собственность Фонда Скансен и был отреставрирован с сохранением первоначальной коллекции животных. Здание является единственной сохранившейся панорамой в странах Северной Европы.

## Здание музея

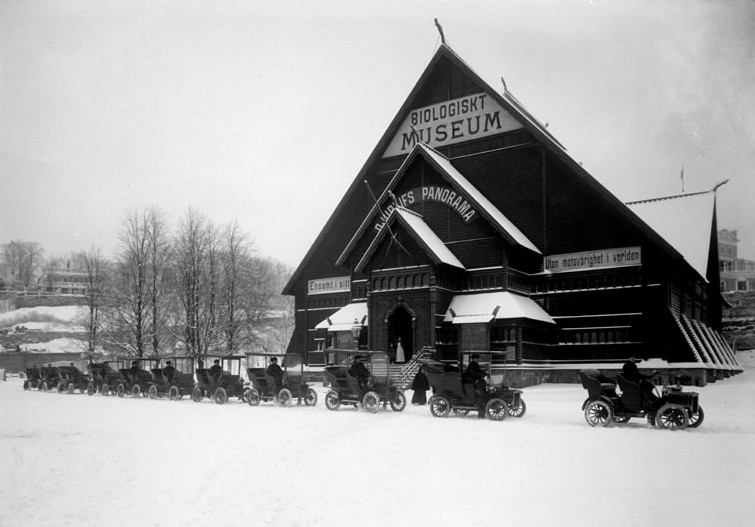
Музей в 1900 году.

Здание было спроектировано архитектором Аги Линдегрен. Фасады и крыша здания покрыты просмоленной дранкой. Образцом послужили норвежские средневековые деревянные церкви. Великолепная деревянная резьба портала с рельефом напоминает деревянную церковь Боргунда. Здание следует отнести к национально-романтическому стилю, оно было открыто в 1893 году. Музей был одним из экспонатов Стокгольмской выставки 1897 года. Первоначально на фасаде была высечена надпись: «Уникальный в своем роде — Панорама животного мира — Не имеющий аналогов в мире». В выставочном зале нет электрического освещения, через большие световые окна проникает только дневной свет, что создает ощущение естественной жизни.
Сегодня на фасаде можно увидеть надпись: «Животный мир Севера, увиденный в природе». В 2018 году Административный совет округа Готланд объявил музей памятником архитектуры.

Здание музея
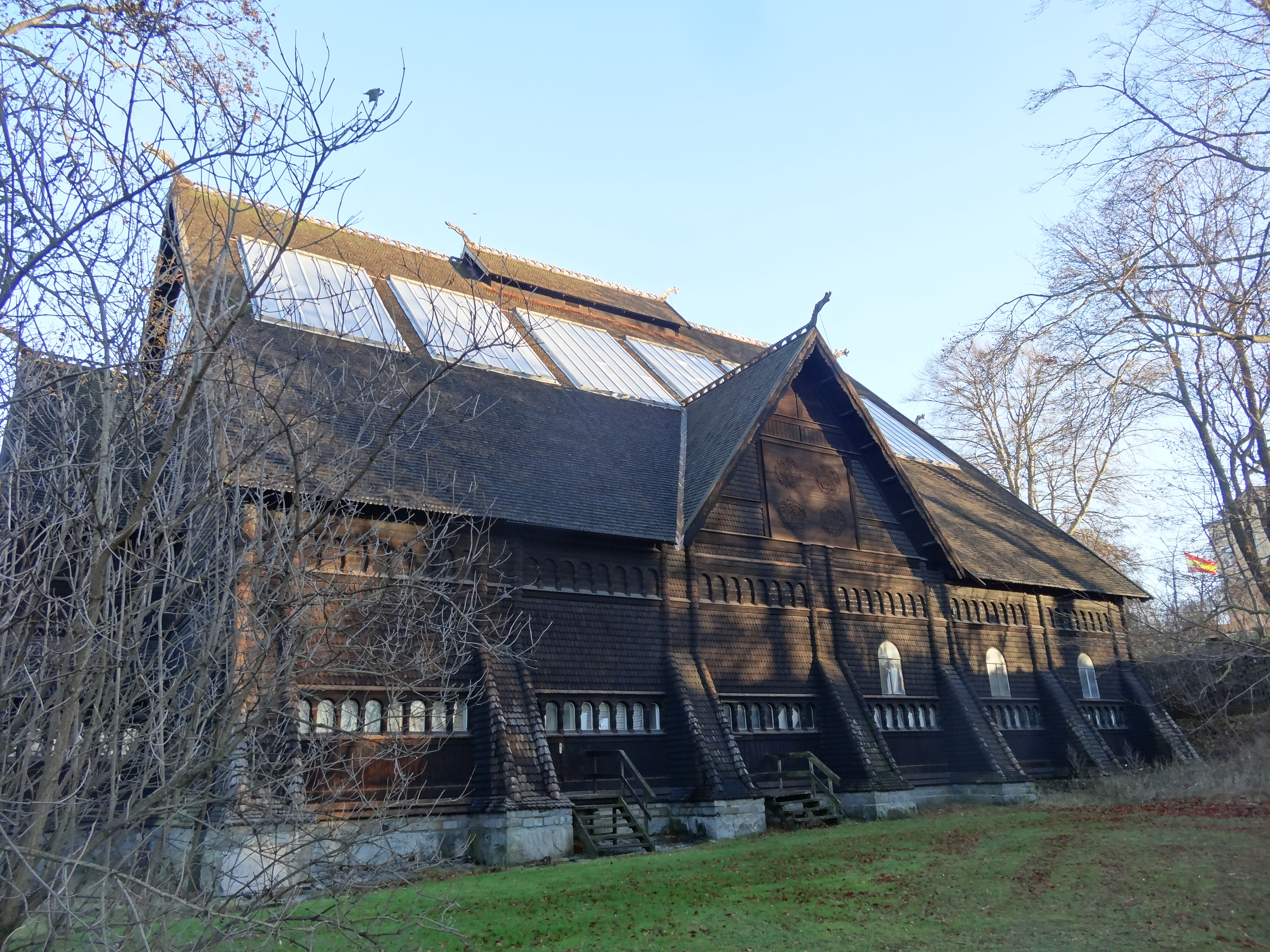
Общий вид
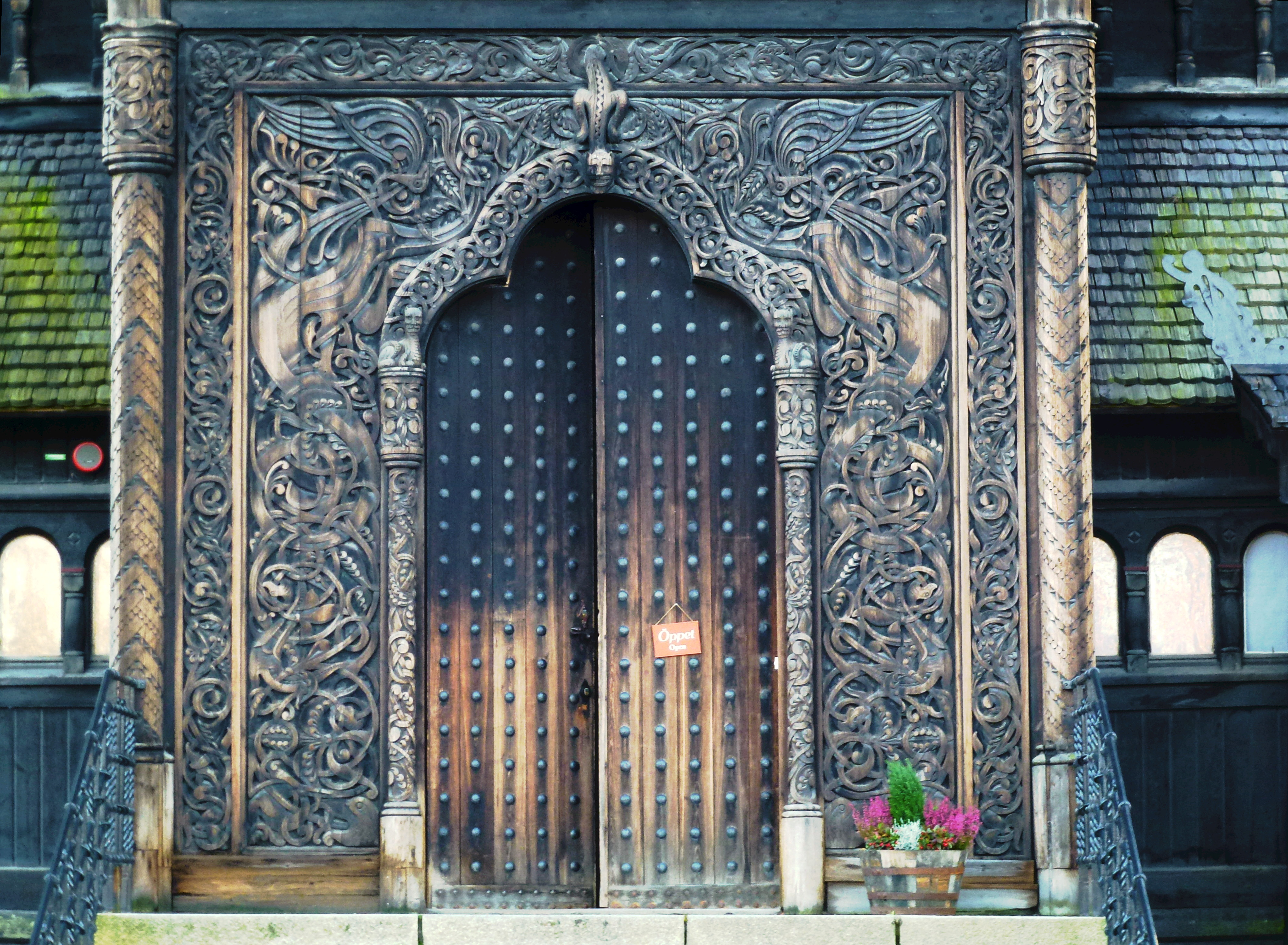
Вход
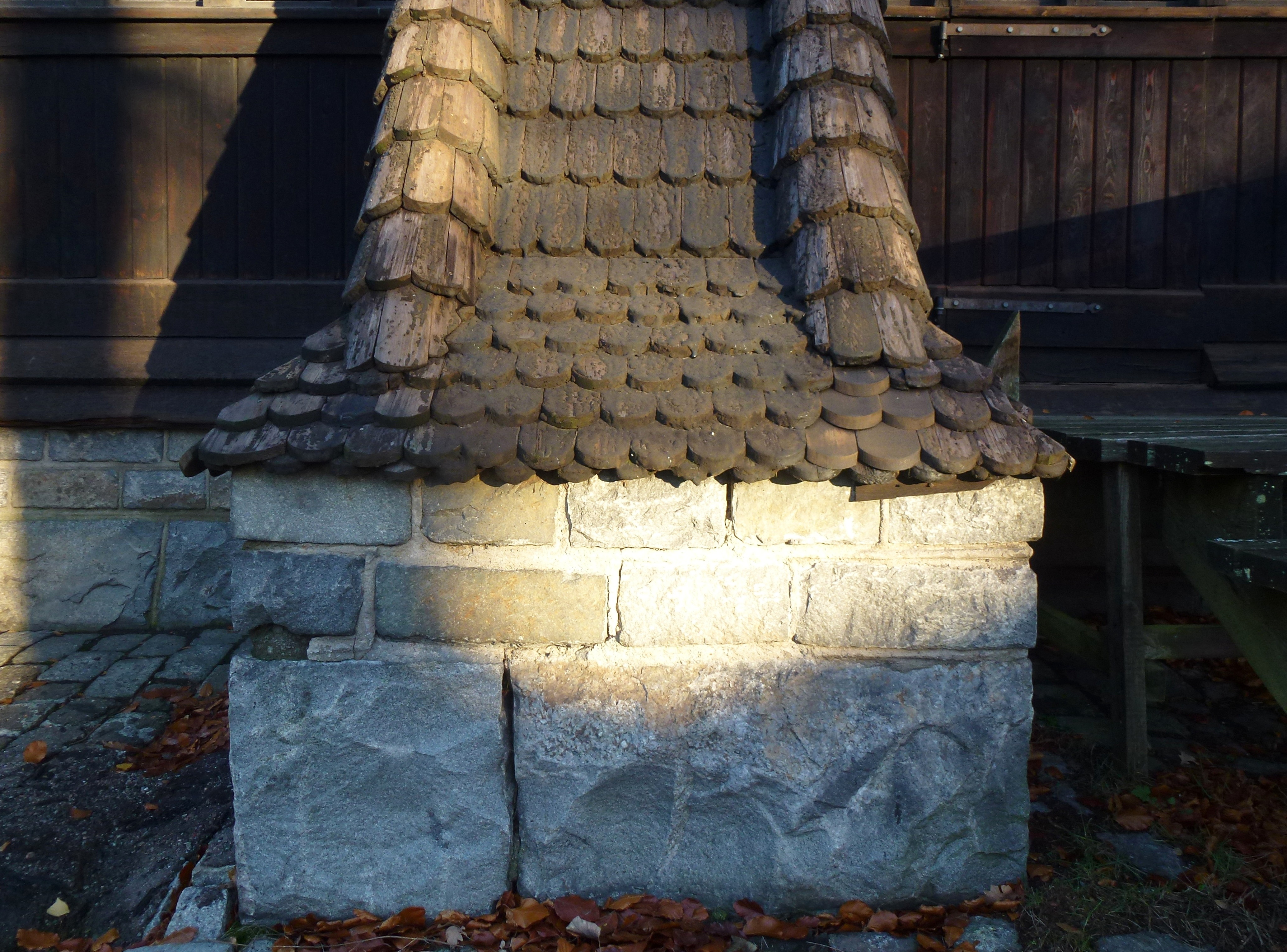
Фундамент здания
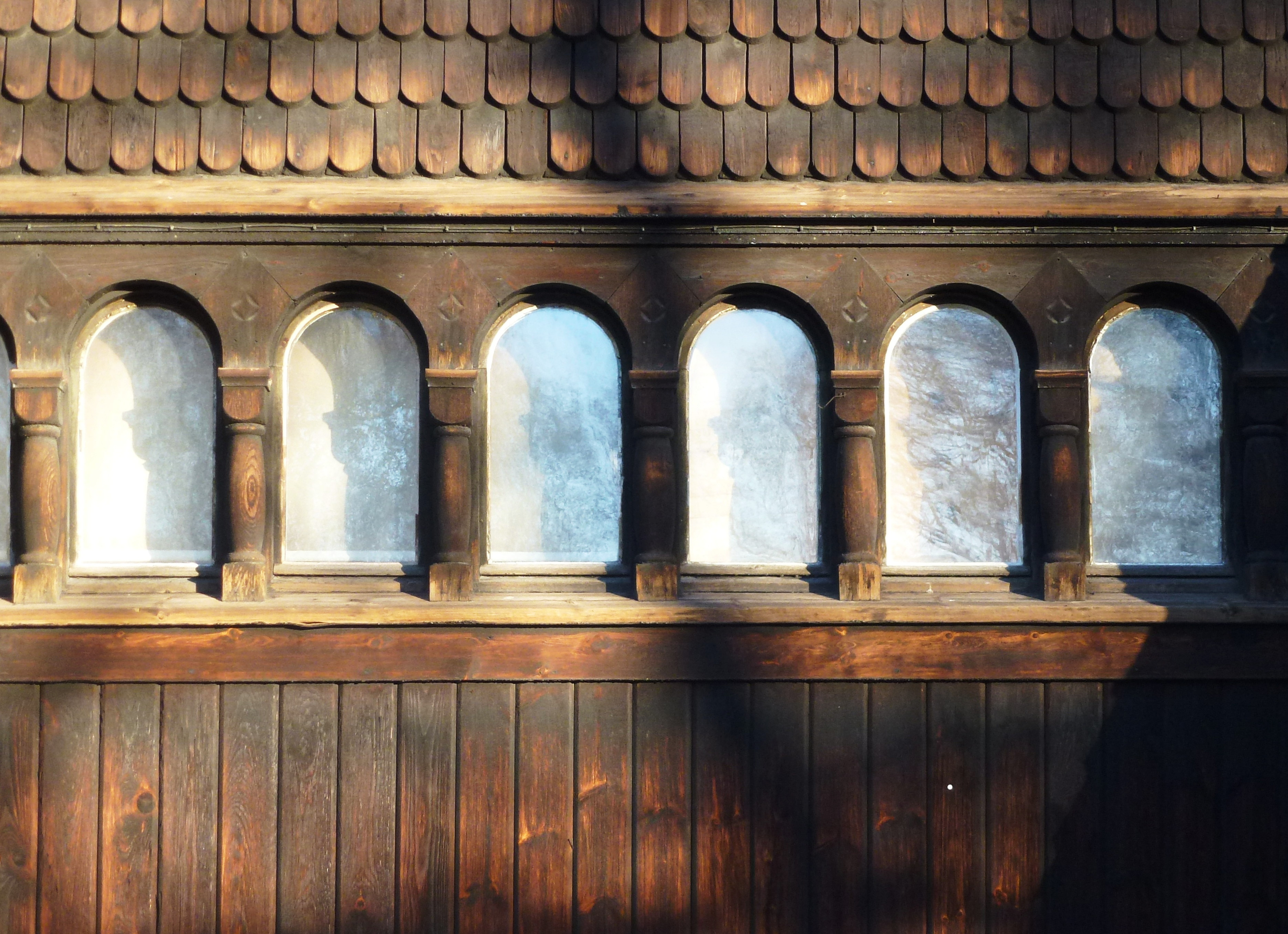
Деталь фасада
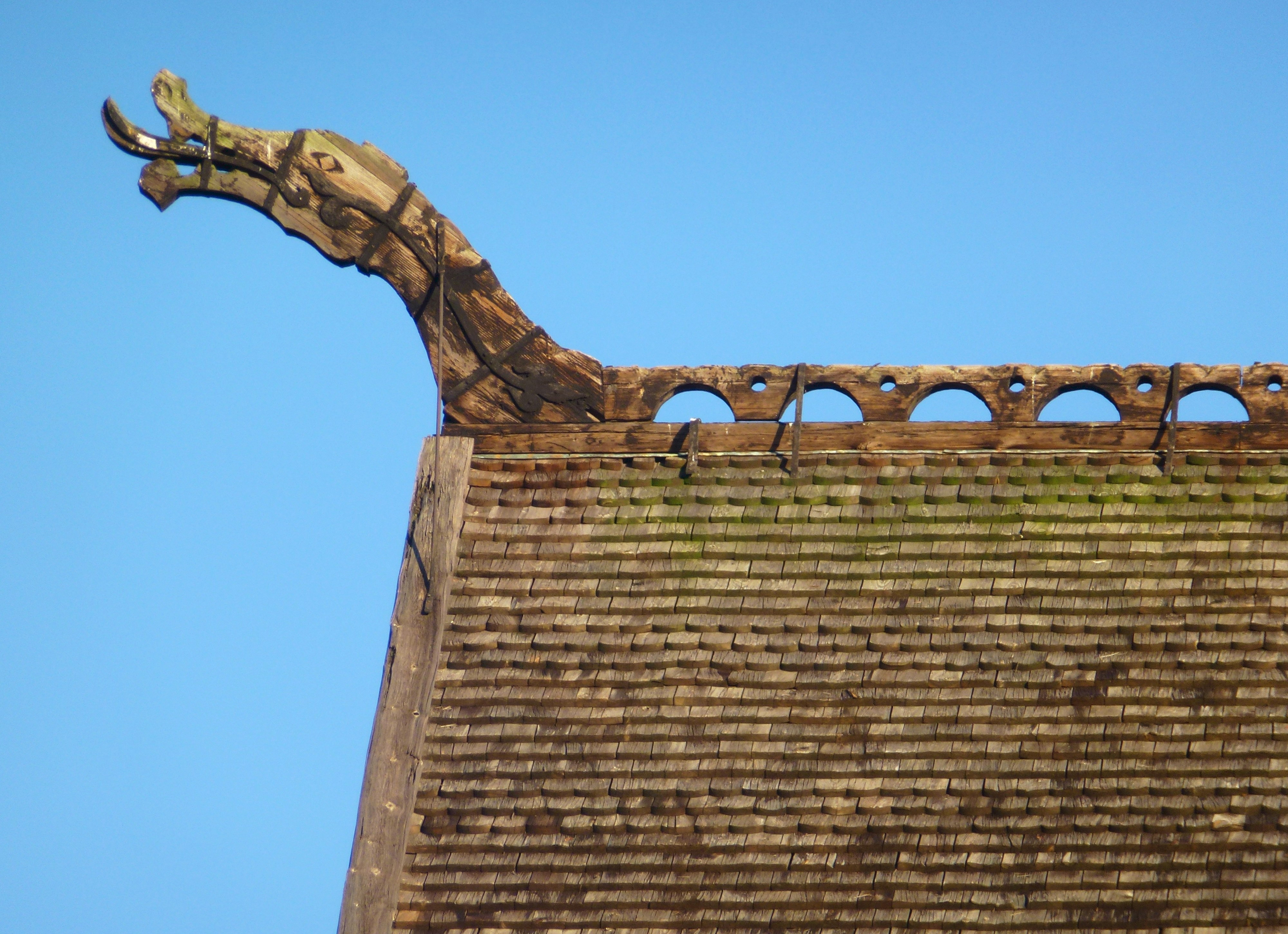
Конёк крыши

### Пожар 2008 года
5 июля 2008 года, около 20:00, в одной из внешних стен музея вспыхнул пожар. Несмотря на сильное задымление, пожарные смогли быстро его потушить. Сообщалось, что музей был в нескольких минутах от полного уничтожения, но охранники на близлежащем блокпосту на Юргордсвеген быстро подняли тревогу и начали тушить пожар, спасая музей. Ни один из экспонатов музея или картин не пострадал. Предположительно, пожар начался в результате поджога.

## Экспозиция

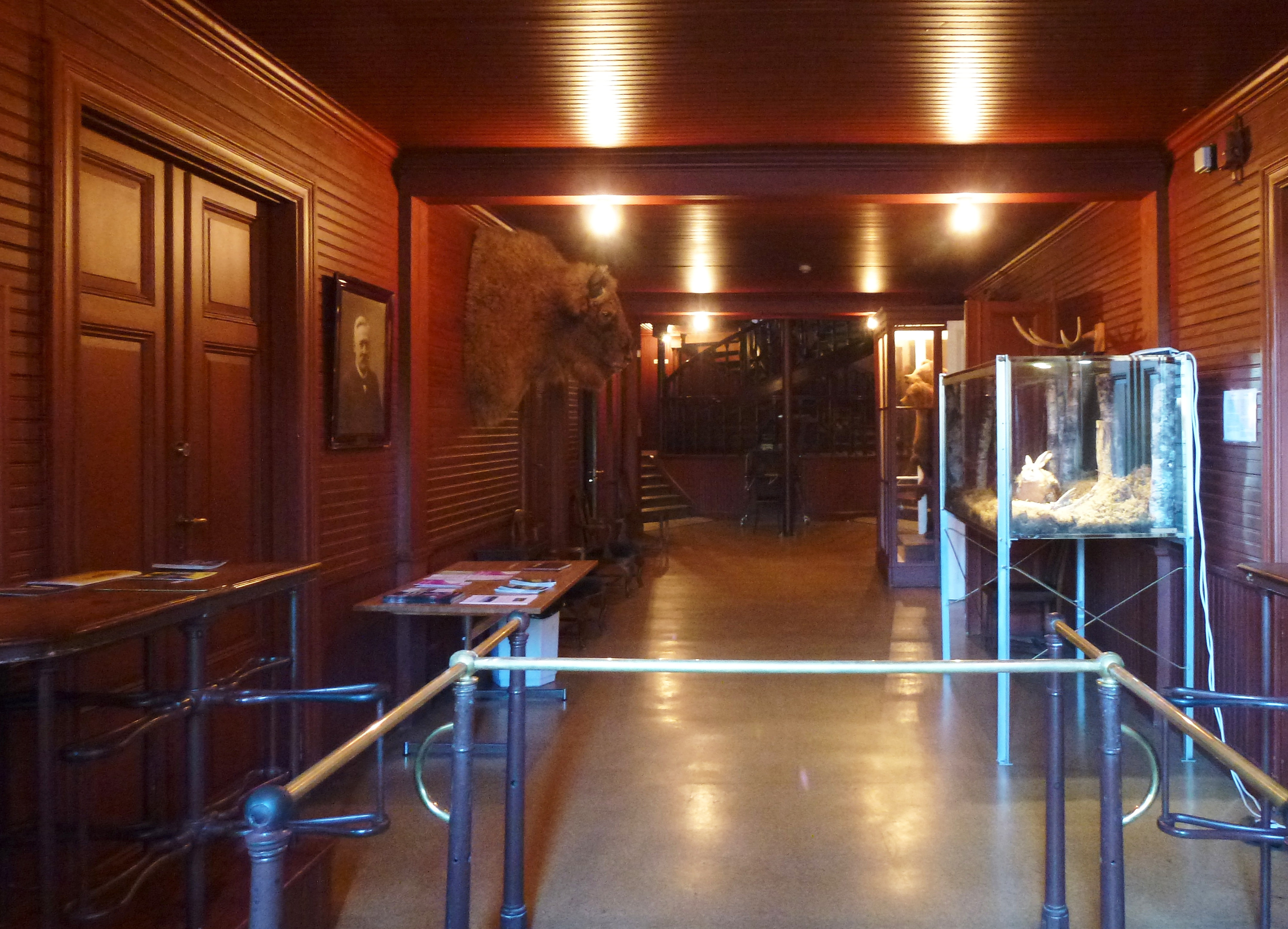
Интерьер музея.

Экспозиции музея состоят из чучел животных, расположенных рядом с предметами природы на фоне живописного фона, создающего иллюзию глубины. Выставочные пространства здания расположены на трёх этажах. На первом этаже находятся вестибюль и билетная касса, а также, среди прочего, пещера на Шпицбергене и долина в восточной Гренландии, фоновые картины которых принадлежат Кьеллу Кольтхоффу (сыну основателя музея Густава Кольтхоффа).
Расположенная по центру деревянная лестница ведёт к диорамам, которые можно увидеть через окна, расположенные на двух этажах, в панорамном обзоре на 360 градусов. Здесь представлены различные типы ландшафтов, от природы внутренних районов до прибрежной, и все обитающие там животные. Все фоновые рисунки в этом разделе были созданы Бруно Лильефорсом при участии Густава Фьестада. В коллекции музея около 300 чучел северных видов животных. Считается, что этот музей стал первым, кто применил технику диорамы в больших масштабах для воссоздания естественной среды обитания — этот метод впоследствии оказал влияние на крупнейшие музеи естественной истории в Нью-Йорке и Чикаго, среди прочих.
Панорама освещена только дневным светом, что означает, что она производит разное впечатление на зрителя в зависимости от сезона, времени суток и погодных условий.

## Галерея

Диорамы музея
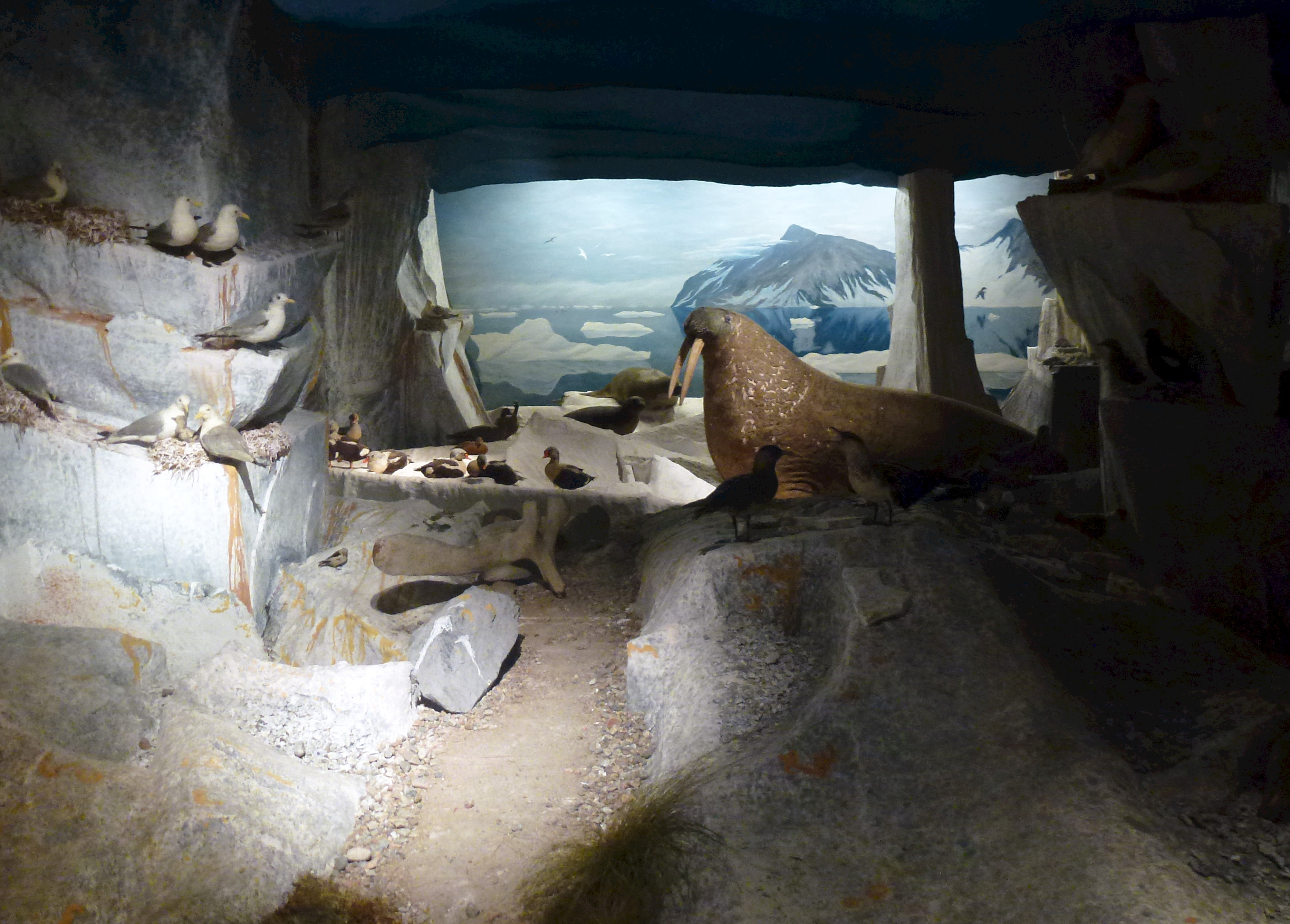
Морж в арктической среде
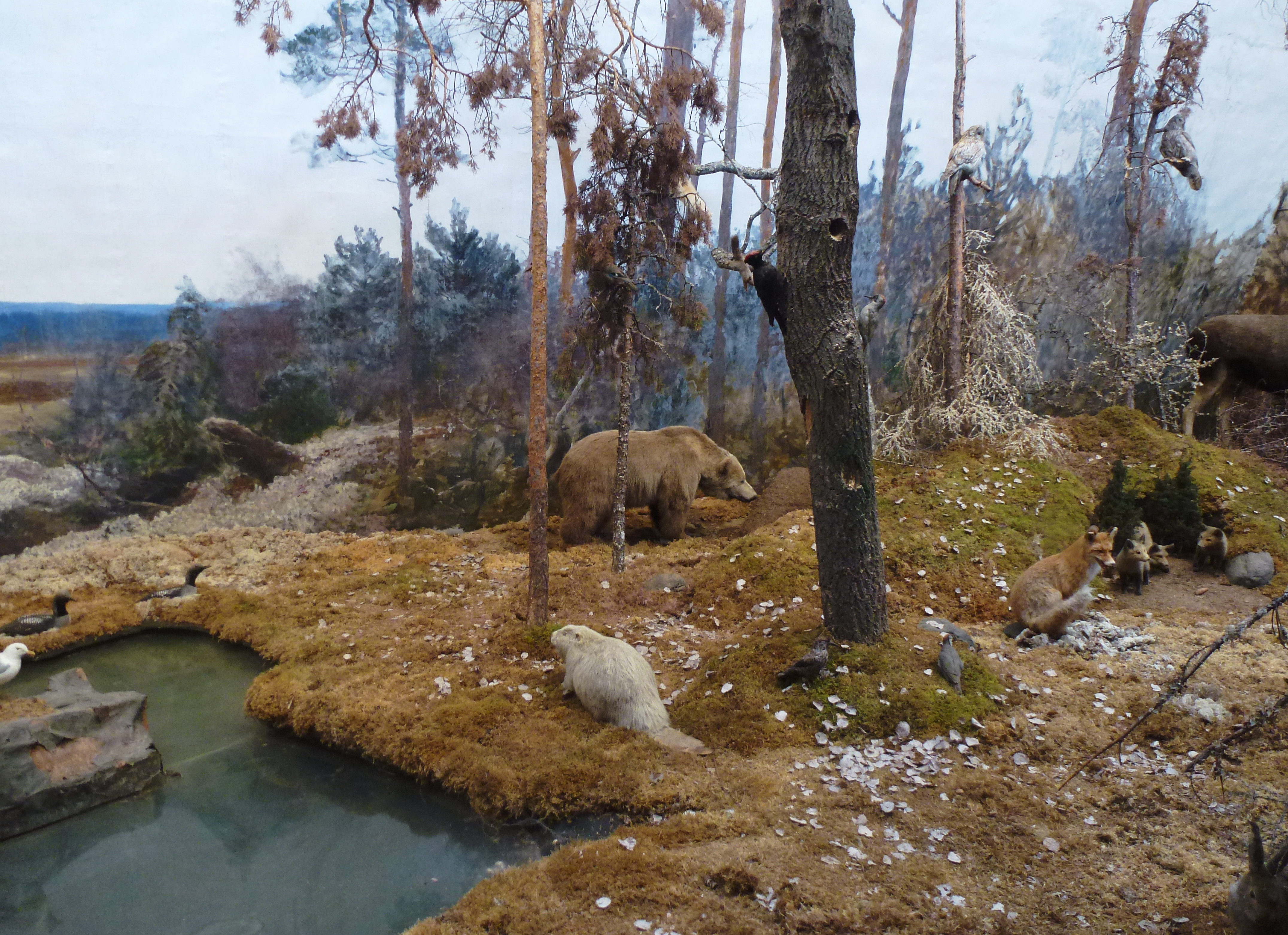
Норрландский лес
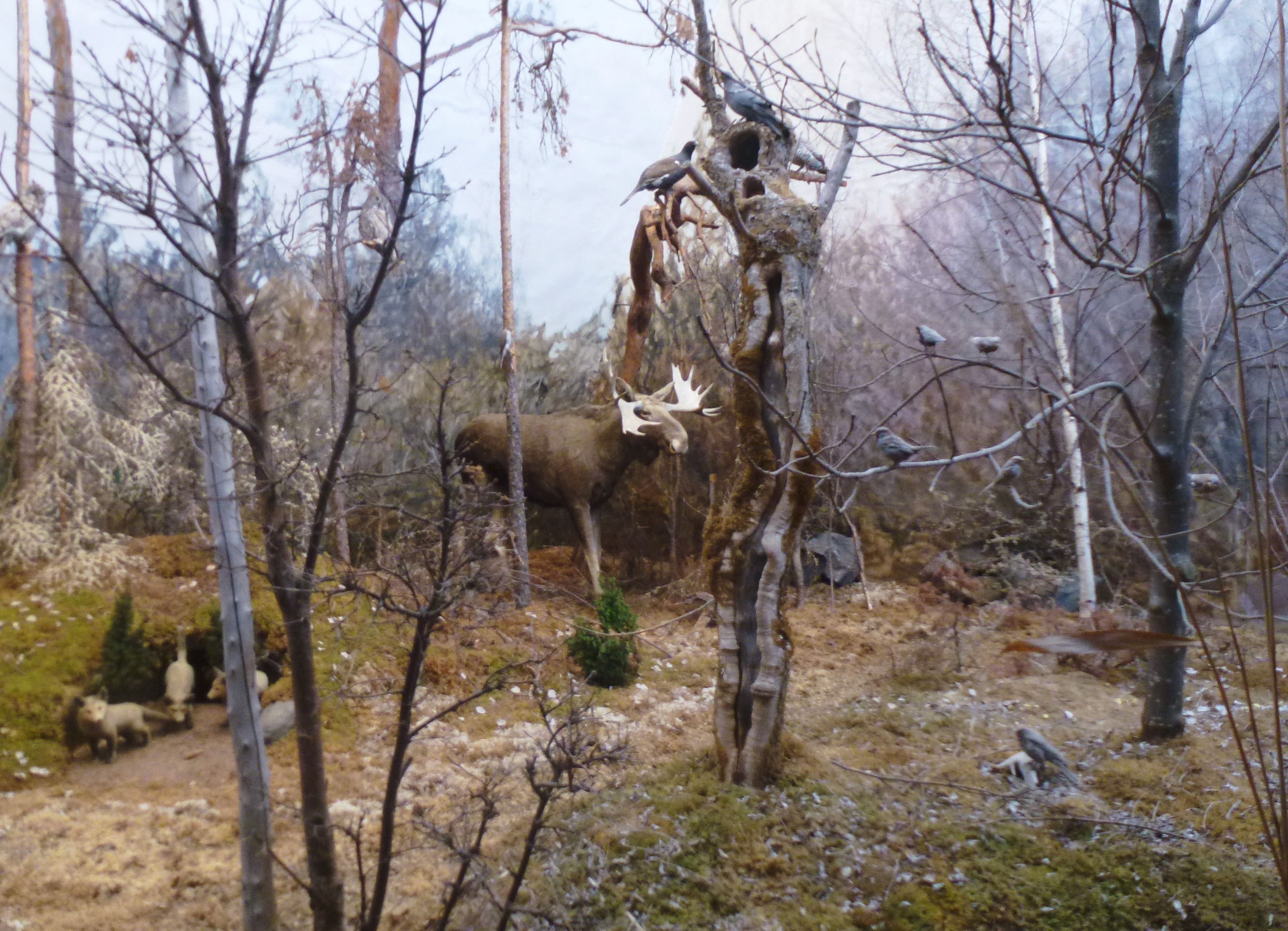
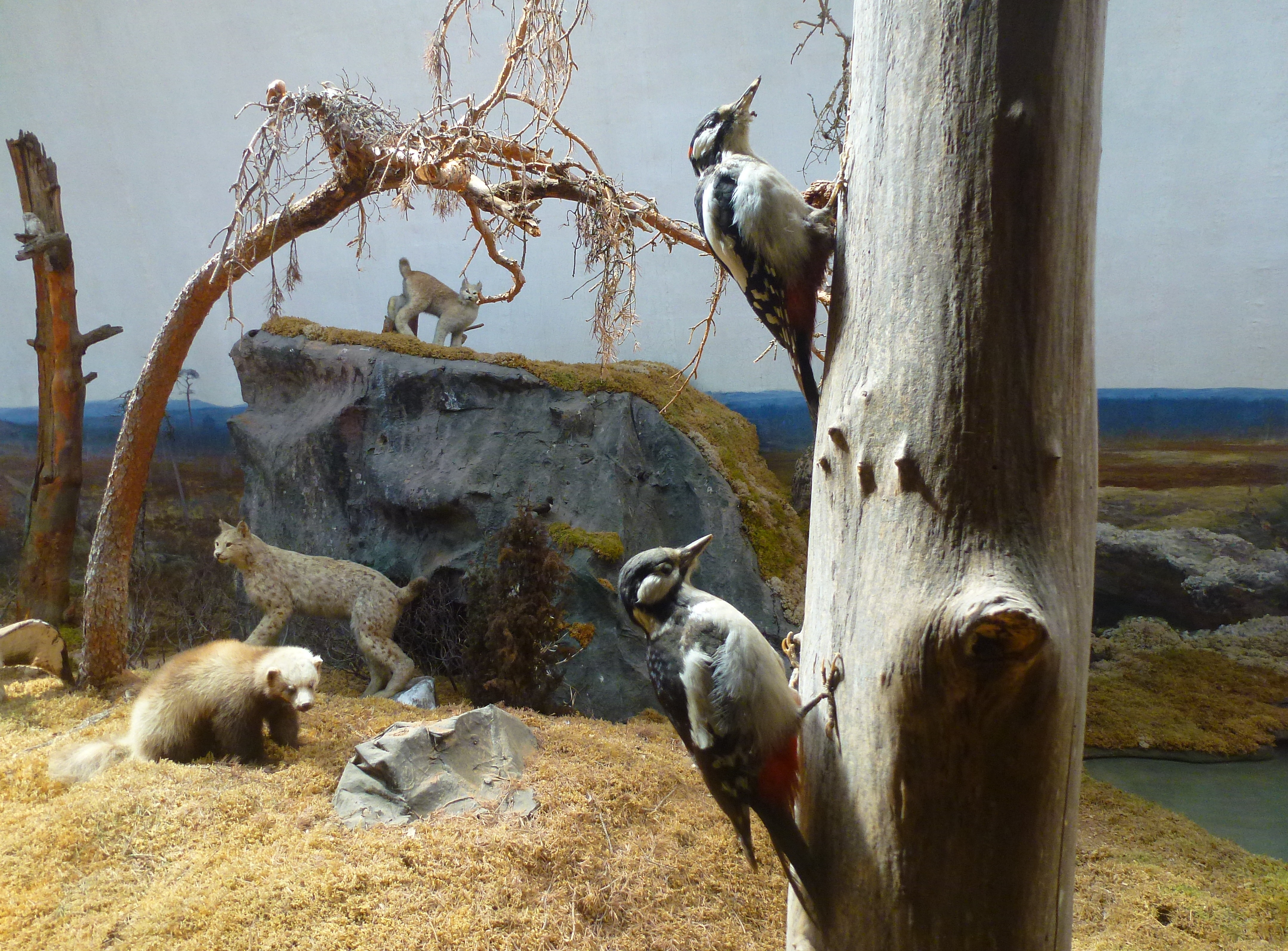
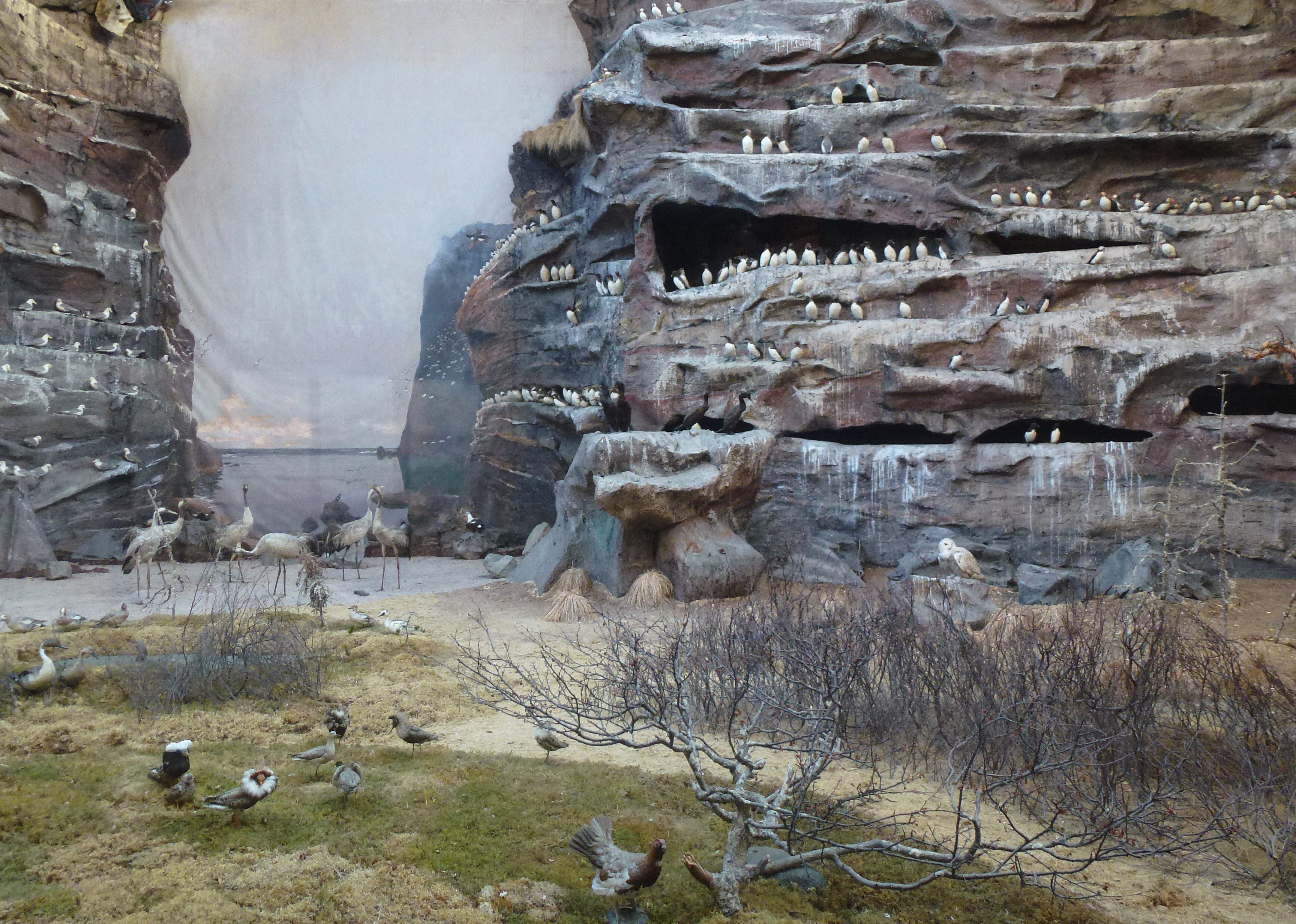
Фогельберг